# Kościół Najświętszego Serca Pana Jezusa w Węglińcu
Kościół Najświętszego Serca Pana Jezusa – rzymskokatolicki kościół parafialny należący do dekanatu Węgliniec diecezji legnickiej.

## Architektura
Jest to budowla jednonawowa, wzniesiona w stylu neoromańskim w 1931 roku. Za prezbiterium znajduje się zakrystia, która, łączy kościół z plebanią. Nad wejściem głównym do świątyni jest umieszczona wieża z dzwonnicą. Pomiędzy nią, a sklepieniem wieży znajduje się mechanizm zegarowy wykonany na początku XX wieku posiadający cztery tarcze, które wskazują na cztery strony świata. Wnętrze budowli składa się z dwóch części: pierwsza część – to przedsionek, nad którym jest umieszczona empora muzyczna z organami, druga część – to nawa główna oddzielona od empory trzema przęsłami podpartymi dwiema kolumnami. Całość świątyni oddziela od prezbiterium duży łuki. Sklepienie nawy posiada formę półkolistą, dzięki czemu budowla znana jest z doskonałej akustyki.